# Wybrzeże Kości Słoniowej na Letnich Igrzyskach Olimpijskich 2024
Wybrzeże Kości Słoniowej na Letnich Igrzyskach Olimpijskich 2024 – występ kadry sportowców reprezentujących Wybrzeże Kości Słoniowej na igrzyskach olimpijskich, które odbyły się w Paryżu we Francji, w dniach 26 lipca – 11 sierpnia 2024.
Reprezentacja Wybrzeża Kości Słoniowej liczyła trzynaścioro zawodników – dziewięć kobiet i czterech mężczyzn, którzy wystąpili w 4 dyscyplinach.
Był to piętnasty start Wybrzeża Kości Słoniowej na letnich igrzyskach olimpijskich.

## Zdobyte medale
Iworyjczycy zdobyli jeden medal – brąz teakwondzisty Cheicka Sallaha Cissé. Był to trzeci wynik w dotychczasowej historii startów tego państwa na letnich igrzyskach olimpijskich i powtórzenie wyniku z ostatnich igrzysk w Tokio w 2021.
| Data        | Medal | Zawodnik            | Dyscyplina | Konkurencja     |
| ----------- | ----- | ------------------- | ---------- | --------------- |
| 10 sierpnia | Brąz  | Cheick Sallah Cissé | Taekwondo  | +80 kg mężczyzn |

## Reprezentanci

### Judo
| Zawodnik         | Konkurencja | 1/16             | 1/8              | Ćwierćfinał      | Półfinał         | Repasaże         | Finał / 3. miejsce | Finał / 3. miejsce | Źródła |
| Zawodnik         | Konkurencja | Przeciwnik Wynik | Przeciwnik Wynik | Przeciwnik Wynik | Przeciwnik Wynik | Przeciwnik Wynik | Przeciwnik Wynik   | Pozycja            | Źródła |
| ---------------- | ----------- | ---------------- | ---------------- | ---------------- | ---------------- | ---------------- | ------------------ | ------------------ | ------ |
| Zouleiha Dabonne | -57 kg (k)  | Aminova P 00–10  | NQ               | NQ               | NQ               | NQ               | NQ                 | NQ                 | [ 1 ]  |

### Lekkoatletyka
| Zawodnik                                                                                   | Konkurencja            | Runda 1 | Runda 1 | Runda 2 | Runda 2 | Półfinał | Półfinał | Finał | Finał   | Źródło |
| Zawodnik                                                                                   | Konkurencja            | Wynik   | Miejsce | Wynik   | Miejsce | Wynik    | Miejsce  | Wynik | Miejsce | Źródło |
| ------------------------------------------------------------------------------------------ | ---------------------- | ------- | ------- | ------- | ------- | -------- | -------- | ----- | ------- | ------ |
| Arthur Cissé                                                                               | bieg na 100 m (m)      | 10.31   | 48.     | NQ      | NQ      | NQ       | NQ       | NQ    | NQ      | [ 2 ]  |
| Jessika Gbai                                                                               | bieg na 200 m (k)      | 22.61   | 9. Q    | —       | —       | 22.36    | 8. q     | 22.70 | 8.      | [ 3 ]  |
| Maboundou Koné                                                                             | bieg na 100 m (k)      | 11.17   | 23.     | NQ      | NQ      | NQ       | NQ       | NQ    | NQ      | [ 4 ]  |
| Maboundou Koné                                                                             | bieg na 200 m (k)      | 22.87   | 18. R   | 22.89   | 2. Q    | 22.65    | 13.      | NQ    | NQ      | [ 4 ]  |
| Marie Josée Ta Lou-Smith                                                                   | bieg na 100 m (k)      | 10.81   | 1. Q    | —       | —       | 11.01    | 6. Q     | 13.84 | 8.      | [ 5 ]  |
| Marie Josée Ta Lou-Smith                                                                   | bieg na 200 m (k)      | DNS     | DNS     | NQ      | NQ      | NQ       | NQ       | NQ    | NQ      | [ 5 ]  |
| Murielle Ahouré-Demps, Jessika Gbai, Maboundou Koné, Marie Josée Ta Lou-Smith, Whitney Tie | sztafeta 4 × 100 m (k) | DSQ     | DSQ     | —       | —       | —        | —        | NQ    | NQ      | [ 6 ]  |
| Cheickna Traore                                                                            | bieg na 200 m (m)      | 20.54   | 26. R   | DNS     | DNS     | NQ       | NQ       | NQ    | NQ      | [ 7 ]  |

### Szermierka
| Zawodnik        | Konkurencja              | 1/32             | 1/16             | 1/8              | Ćwierćfinały     | Półfinały        | Finał/o 3. miejsce | Finał/o 3. miejsce | Źródło |
| Zawodnik        | Konkurencja              | Przeciwnik Wynik | Przeciwnik Wynik | Przeciwnik Wynik | Przeciwnik Wynik | Przeciwnik Wynik | Przeciwnik Wynik   | Pozycja            | Źródło |
| --------------- | ------------------------ | ---------------- | ---------------- | ---------------- | ---------------- | ---------------- | ------------------ | ------------------ | ------ |
| Maxine Esteban  | floret indywidualnie (k) | BYE              | Ranvier P 7–15   | NQ               | NQ               | NQ               | NQ                 | NQ                 | [ 8 ]  |
| Jérémy Keryhuel | floret indywidualnie (m) | BYE              | Massialas P 3–15 | NQ               | NQ               | NQ               | NQ                 | NQ                 | [ 9 ]  |

### Taekwondo
| Zawodnik            | Konkurencja | 1/16 finału      | 1/8 finału                 | Ćwierćfinał      | Półfinał                    | Repesaż          | Finał / 3.miejsce        | Finał / 3.miejsce | Źródło |
| Zawodnik            | Konkurencja | Przeciwnik Wynik | Przeciwnik Wynik           | Przeciwnik Wynik | Przeciwnik Wynik            | Przeciwnik Wynik | Przeciwnik Wynik         | Pozycja           | Źródło |
| ------------------- | ----------- | ---------------- | -------------------------- | ---------------- | --------------------------- | ---------------- | ------------------------ | ----------------- | ------ |
| Astan Bathily       | +67 kg (k)  | BYE              | Osipova P 0-4, 7-2, 0-0    | NQ               | NQ                          | NQ               | NQ                       | NQ                | [ 10 ] |
| Cheick Sallah Cissé | +80 kg (m)  | BYE              | Mehdipournejad W 6–1, 13–1 | Healy W 4–2, 1–0 | Cunningham P 6–11, 7–5, 5–5 | —                | Sansores W 5–4, 5–6, 5–3 | brąz              | [ 11 ] |
| Ruth Gbagbi         | -67 kg (k)  | BYE              | Marton P 3-6, 6-0, 2-3     | NQ               | NQ                          | NQ               | NQ                       | NQ                | [ 12 ] |